# Frédéric Bulot
Frédéric Bulot (Libreville, 27 september 1990) is een Gabonees-Frans voetballer die bij voorkeur als aanvallende middenvelder speelt. Hij tekende in juli 2015 een contract bij Reims, dat hem overnam van Standaard Luik.

## Clubcarrière
Bulot begon met voetballen bij Tours FC en belandde uiteindelijk via Châteauroux in de jeugdopleiding van AS Monaco. Daar kwam hij in 2008 bij de selectie. Nadien verhuisde Bulot naar Caen. Hiermee werd hj in zijn eerste seizoen achttiende in de Ligue 1, waardoor de club degradeerde naar de Ligue 2. In juni 2012 haalde Standard Luik hem vervolgens naar België. In de zomer van 2015 vertrok hij weer bij deze club, om aan de slag te gaan bij Ligue 1-club Stade Reims.

## Interlandcarrière
Op 5 maart 2014 maakte Bulot zijn debuut in het Gabonees voetbalelftal in een vriendschappelijke interland in en tegen Marokko (1–1). Met Gabon nam hij in januari 2015 deel aan het Afrikaans kampioenschap voetbal 2015 in Equatoriaal-Guinea, waar Bulot meespeelde in alle drie de groepswedstrijden. Alleen van Burkina Faso werd gewonnen, waardoor Gabon na de groepsfase was uitgeschakeld. Op 11 november 2015 speelde Bulot zijn achttiende interland en eerste WK-kwalificatiewedstrijd, in de tweede ronde tegen Mozambique.

## Statistieken
| seizoen | club                | land               | competitie         | wed. | goals |
| ------- | ------------------- | ------------------ | ------------------ | ---- | ----- |
| 2010/11 | AS Monaco           | Vlag van Frankrijk | Ligue 1            | 8    | 0     |
| 2011/12 | SM Caen             | Vlag van Frankrijk | Ligue 1            | 38   | 4     |
| 2012/13 | Standard Luik       | Vlag van België    | Jupiler Pro League | 36   | 4     |
| 2013/14 | Standard Luik       | Vlag van België    | Jupiler Pro League | 28   | 1     |
| 2014/15 | → Charlton Athletic | Vlag van Engeland  | Championship       | 28   | 5     |
| 2015/16 | Stade Reims         | Vlag van Frankrijk | Ligue 1            | 16   | 1     |
| 2016/17 | Stade Reims         | Vlag van Frankrijk | Ligue 2            | 0    | 0     |
| 2017/18 | Tours FC            | Vlag van Frankrijk | Ligue 2            | 11   | 1     |
| Totaal  | Totaal              | Totaal             | Totaal             | 165  | 16    |